# فابریس فرناندز
فابریس فرناندز (انگلیسی: Fabrice Fernandes؛ زادهٔ ۲۹ اکتبر ۱۹۷۹) بازیکن فوتبال اهل فرانسه است.
از باشگاه‌هایی که در آن بازی کرده‌است می‌توان به باشگاه فوتبال فولام، باشگاه فوتبال بیتار اورشلیم، باشگاه فوتبال دینامو بخارست، باشگاه فوتبال ساوت‌همپتون، باشگاه فوتبال رنجرز، باشگاه فوتبال رن، باشگاه فوتبال لو آور، باشگاه فوتبال المپیک مارسی، و باشگاه فوتبال بولتون واندررز اشاره کرد.